# 母舰

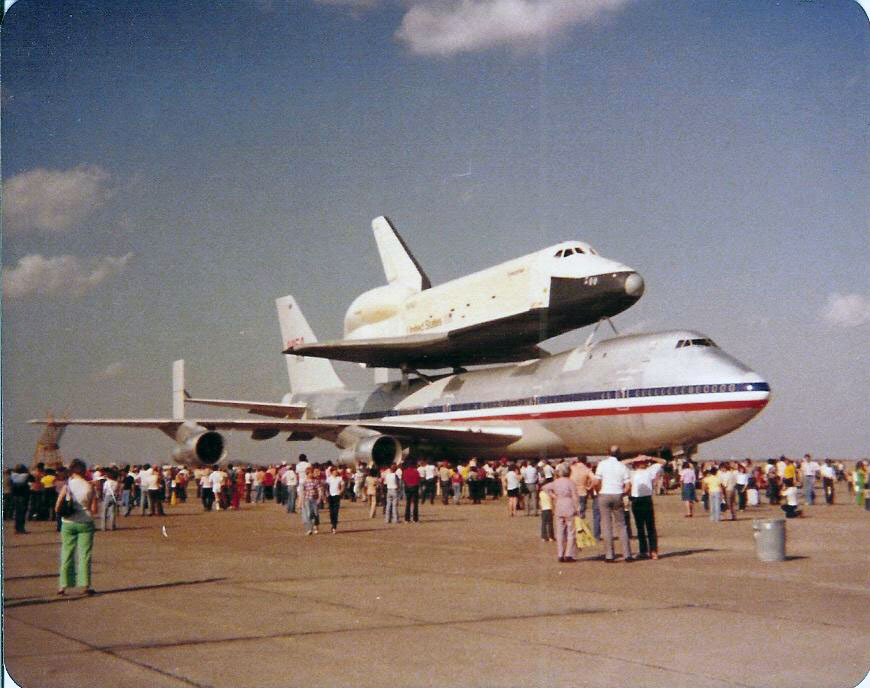
做為航天飞机运输飞机的波音747，机身有前美国航空公司的涂装（攝於1978年）

母舰（英語：Mother ship），或稱母船，是一种携带其他较小交通工具的大型交通工具。母船可以是一艘輪船、飞机或航天器。这方面的例子包括将轰炸机改装为一架携带試驗機的大型飛機，飛機飛到一定的高度後釋放小飛機，或者是一艘携带小型潜艇來到要探索的海域的大型船只。